# Lukáš Helešic
Lukáš Helešic (* 29. ledna 1996, Valtice) je český veslař. Účastnil se Letních olympijských her 2016.
Na LOH mládeže 2014 v Nankingu vybojoval ve dvojici s Miroslavem Jechem 2. místo. Na LOH 2016 v Rio de Janeiru závodil ve dvojici s Jakubem Podrazilem v disciplíně dvojka bez kormidelníka a společně obsadili 7. místo. Na začátku roku 2020 oznámil svůj odchod z vrcholového sportu.